# Fallebo Gök

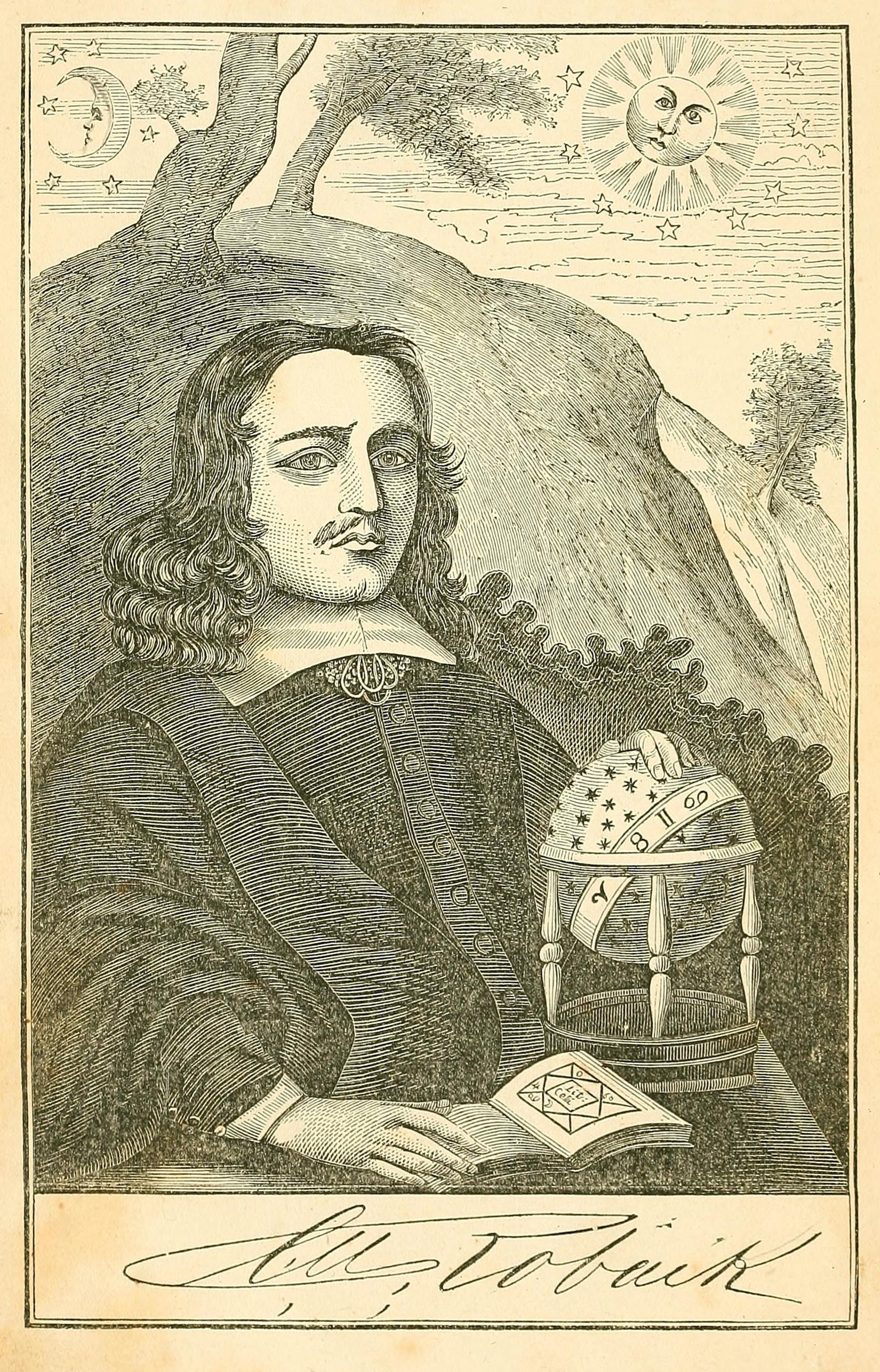
Den påhittade Magnus Roback avbildad på försättsbladet till C. W, Robacks (Fallenius alias) The mysteries of Astrology and the wonders of magic 1854.

Carl Johan Fallenius, ursprungligen Nilsson, känd under öknamnet Fallebo Gök, född 22 maj 1811 i Fallebo, Kristdala socken, var en svensk-amerikansk bedragare. Han dog 9 maj 1867 i Cincinnati, Ohio, USA.
Carl Johan Falleninus var född i Kristdala socken. Som ung lämnade han hemtrakterna för att slå sig på handel. Han lyckades dupera en rad handlande att ge honom kredit men med själva affärerna gick det dåligt, och ganska snart begärdes Fallenius i konkurs. Som borgensman hade han använt Jonas P. Dödergren, en träskulptur som fungerar som fattigbössa i Döderhults kyrka. 1843 dömdes han till att stå två timmar i halsjärn och fem års straffarbete på fästning. Fallenius hade då redan rymt till Amerika. Där gjorde han sig känd under namnet doktor C. W. Roback som försäljare av olika undermediciner. Han sysslade även med spåkonst, astrologi och sålde anvisningar till hur man kunde vinna på lotterier. Han lät även utge flera böcker i ämnet, där han även publicerade en utbroderad biografi över Magnus Roback, som skulle tillhöra en känd svensk adelsätt. I astrologiboken publicerade han en bild av Rosendals slott som angavs vara hans sommarresidens, "Castle of Falsters". Carl Axel Egerström besökte under sin resa i USA 1852–1857 Fallenius eller Dr. Roback och Kalmar-Posten publicerade 1856 en seans hos Fallenius. Sonen Carl Wilhelm hemma i Kristdala besökte en gång fadern i USA och fick ekonomisk hjälp att köpa en gård hemma i Sverige. Relationerna mellan dem var dock spända och vid Carl Johan Fallenius död skall sonen ha avböjt arv efter fadern.